# Oblastní soutěž 1955
V soubojích třetí nejvyšší fotbalové soutěže – Oblastní soutěže 1955 – se utkalo 71 mužstev v šesti skupinách každý s každým dvoukolovým systémem jaro–podzim. Skupiny A, B, C, D a E měly po 12 účastnících, skupiny F se účastnilo 11 mužstev. Tento ročník začal v březnu 1955 a skončil v listopadu téhož roku.
V letech 1951–1954 se tato soutěž nehrála, po sezoně 1950 byly třetí nejvyšší soutěží okresní soutěže (1951), okresní přebory (1952) a krajské přebory (1953–1954). Oblastní soutěž byla obnovena v tomto ročníku a po skončení sezony 1959/60 byla opět nahrazena krajskými přebory.

## Skupina A
| Poř. | Tým                           | Z  | V  | R | P  | VG | OG | B  |
| ---- | ----------------------------- | -- | -- | - | -- | -- | -- | -- |
| 1.   | DSO Spartak Praha Motorlet    | 22 | 15 | 3 | 4  | 77 | 25 | 33 |
| 2.   | DSO Spartak Ústí nad Labem    | 22 | 15 | 3 | 4  | 64 | 25 | 33 |
| 3.   | DSO Baník Děčín               | 22 | 9  | 6 | 7  | 52 | 25 | 25 |
| 4.   | DSO Baník Kopisty             | 22 | 11 | 3 | 8  | 51 | 45 | 25 |
| 5.   | DSO Jiskra Jablonec nad Nisou | 22 | 10 | 5 | 7  | 34 | 33 | 25 |
| 6.   | DSO Spartak Dukla Karlín (S)  | 22 | 9  | 4 | 9  | 37 | 44 | 22 |
| 7.   | DSO Slavoj PPM Praha          | 22 | 6  | 8 | 8  | 44 | 39 | 20 |
| 8.   | DSO Dynamo Doksy              | 22 | 9  | 2 | 11 | 44 | 59 | 20 |
| 9.   | DSO Baník Most                | 22 | 7  | 5 | 10 | 31 | 45 | 19 |
| 10.  | DSO Tatran PS Praha „A“       | 22 | 8  | 2 | 12 | 29 | 39 | 18 |
| 11.  | DSO Dynamo Hrádek nad Nisou   | 22 | 5  | 3 | 14 | 31 | 65 | 12 |
| 12.  | DSO Jiskra Semily             | 22 | 4  | 3 | 15 | 34 | 79 | 11 |

Poznámky:
- Z = Odehrané zápasy; V = Vítězství; R = Remízy; P = Prohry; VG = Vstřelené góly; OG = Obdržené góly; B = Body; (N) = Nováček (postoupivší z nižší soutěže); (S) = Sestoupivší z vyšší soutěže

|  | Postup do II. čs. ligy 1956         |
|  | Sestup do příslušné I. A třídy 1956 |

## Skupina B
| Poř. | Tým                         | Z  | V  | R | P  | VG | OG | B  |
| ---- | --------------------------- | -- | -- | - | -- | -- | -- | -- |
| 1.   | DSO Lokomotiva Plzeň        | 22 | 17 | 4 | 1  | 91 | 30 | 33 |
| 2.   | DA Žižka České Budějovice   | 22 | 16 | 1 | 5  | 71 | 36 | 33 |
| 3.   | DSO Dynamo České Budějovice | 22 | 11 | 4 | 7  | 53 | 30 | 25 |
| 4.   | DSO Dynamo RPZ Plzeň        | 22 | 11 | 3 | 8  | 60 | 55 | 25 |
| 5.   | DSO Baník Sokolov           | 22 | 9  | 6 | 7  | 53 | 42 | 24 |
| 6.   | DSO Spartak Hořovice        | 22 | 9  | 6 | 7  | 53 | 45 | 24 |
| 7.   | DSO Spartak Strakonice      | 22 | 9  | 5 | 8  | 46 | 57 | 23 |
| 8.   | DSO Baník Rudná             | 22 | 9  | 2 | 11 | 50 | 57 | 20 |
| 9.   | DSO Spartak Rakovník        | 22 | 7  | 3 | 12 | 39 | 58 | 17 |
| 10.  | DSO Dynamo ČSAD Plzeň       | 22 | 7  | 3 | 12 | 46 | 64 | 17 |
| 11.  | PDA Karlovy Vary            | 22 | 4  | 2 | 16 | 22 | 67 | 10 |
| 12.  | DSO Baník Abertamy          | 22 | 3  | 1 | 18 | 25 | 68 | 7  |

Poznámky:
- Z = Odehrané zápasy; V = Vítězství; R = Remízy; P = Prohry; VG = Vstřelené góly; OG = Obdržené góly; B = Body; (N) = Nováček (postoupivší z nižší soutěže); (S) = Sestoupivší z vyšší soutěže

|  | Postup do II. čs. ligy 1956         |
|  | Sestup do příslušné I. A třídy 1956 |

## Skupina C
| Poř. | Tým                         | Z  | V  | R | P  | VG | OG | B  |
| ---- | --------------------------- | -- | -- | - | -- | -- | -- | -- |
| 1.   | DSO Lokomotiva Nymburk      | 22 | 16 | 3 | 3  | 75 | 33 | 35 |
| 2.   | DSO Dynamo Kutná Hora       | 22 | 15 | 1 | 6  | 66 | 27 | 31 |
| 3.   | DSO Spartak Tesla Pardubice | 22 | 8  | 8 | 6  | 44 | 37 | 24 |
| 4.   | DSO Tatran PS Praha „B“     | 22 | 10 | 4 | 8  | 54 | 50 | 24 |
| 5.   | DSO Jiskra Úpice            | 22 | 11 | 2 | 9  | 47 | 46 | 24 |
| 6.   | DSO Jiskra Jihlava          | 22 | 10 | 2 | 10 | 54 | 45 | 22 |
| 7.   | DSO Tatran Pardubice        | 22 | 8  | 5 | 9  | 39 | 29 | 21 |
| 8.   | DSO Spartak Třebíč (S)      | 22 | 8  | 5 | 9  | 49 | 62 | 21 |
| 9.   | DSO Jiskra Náchod           | 22 | 8  | 4 | 10 | 51 | 64 | 20 |
| 10.  | DSO Jiskra Poděbrady        | 22 | 8  | 3 | 11 | 59 | 63 | 19 |
| 11.  | DSO Spartak Hlinsko         | 22 | 5  | 4 | 13 | 41 | 81 | 14 |
| 12.  | DSO Jiskra Nový Bydžov      | 22 | 3  | 3 | 16 | 34 | 76 | 9  |

Poznámky:
- Z = Odehrané zápasy; V = Vítězství; R = Remízy; P = Prohry; VG = Vstřelené góly; OG = Obdržené góly; B = Body; (N) = Nováček (postoupivší z nižší soutěže); (S) = Sestoupivší z vyšší soutěže

|  | Postup do II. čs. ligy 1956         |
|  | Sestup do příslušné I. A třídy 1956 |

## Skupina D
| Poř. | Tým                       | Z  | V  | R | P  | VG | OG | B  |
| ---- | ------------------------- | -- | -- | - | -- | -- | -- | -- |
| 1.   | DSO Tatran Prostějov (S)  | 22 | 17 | 3 | 2  | 67 | 19 | 37 |
| 2.   | DSO Jiskra Gottwaldov (S) | 22 | 14 | 5 | 3  | 52 | 9  | 33 |
| 3.   | DSO Spartak Královo Pole  | 22 | 12 | 5 | 5  | 44 | 28 | 29 |
| 4.   | DSO Spartak ZJŠ Brno      | 22 | 10 | 4 | 8  | 56 | 43 | 24 |
| 5.   | DSO Baník Opava           | 22 | 9  | 5 | 8  | 51 | 40 | 23 |
| 6.   | DSO Spartak Kroměříž      | 22 | 9  | 4 | 9  | 42 | 44 | 22 |
| 7.   | DSO Spartak Hodonín       | 22 | 8  | 6 | 8  | 32 | 46 | 22 |
| 8.   | DSO Baník Prostějov       | 22 | 8  | 4 | 10 | 38 | 49 | 20 |
| 9.   | DSO Baník Místek          | 22 | 7  | 5 | 10 | 24 | 42 | 19 |
| 10.  | DSO Spartak I. brněnská   | 22 | 6  | 4 | 12 | 25 | 46 | 16 |
| 11.  | DSO Spartak MEZ Židenice  | 22 | 4  | 3 | 15 | 22 | 63 | 11 |
| 12.  | DSO Baník Třinec          | 22 | 3  | 4 | 15 | 30 | 56 | 10 |

Poznámky:
- Z = Odehrané zápasy; V = Vítězství; R = Remízy; P = Prohry; VG = Vstřelené góly; OG = Obdržené góly; B = Body; (N) = Nováček (postoupivší z nižší soutěže); (S) = Sestoupivší z vyšší soutěže

|  | Postup do II. čs. ligy 1956                |
|  | Sestup do I. A třídy Brněnského kraje 1956 |
|  | Sestup do příslušné I. A třídy 1956        |

## Skupina E
| Poř. | Tým                          | Z  | V  | R | P  | VG | OG | B  |
| ---- | ---------------------------- | -- | -- | - | -- | -- | -- | -- |
| 1.   | DŠO Iskra Odeva Trenčín      | 22 | 17 | 2 | 3  | 64 | 15 | 36 |
| 2.   | DŠO Baník Handlová           | 22 | 14 | 4 | 4  | 52 | 30 | 32 |
| 3.   | DŠO Spartak Komárno          | 22 | 15 | 2 | 5  | 59 | 40 | 32 |
| 4.   | DŠO Spartak Topoľčany (S)    | 22 | 13 | 0 | 9  | 62 | 33 | 26 |
| 5.   | DŠO Iskra Merina Trenčín     | 22 | 12 | 1 | 9  | 42 | 31 | 25 |
| 6.   | DŠO Baník Kremnica           | 22 | 11 | 2 | 9  | 44 | 43 | 24 |
| 7.   | DŠO Spartak Kablo Bratislava | 22 | 8  | 3 | 11 | 32 | 39 | 19 |
| 8.   | DŠO Spartak Trenčín          | 22 | 6  | 6 | 10 | 28 | 30 | 18 |
| 9.   | DŠO Slovan Rimavská Sobota   | 22 | 7  | 3 | 12 | 29 | 60 | 17 |
| 10.  | DŠO Spartak Myjava           | 22 | 7  | 2 | 13 | 33 | 59 | 16 |
| 11.  | DŠO Iskra Partizánske        | 22 | 3  | 5 | 14 | 27 | 59 | 11 |
| 12.  | DŠO Iskra Opatová (S)        | 22 | 3  | 2 | 17 | 28 | 61 | 8  |

Poznámky:
- Z = Odehrané zápasy; V = Vítězství; R = Remízy; P = Prohry; VG = Vstřelené góly; OG = Obdržené góly; B = Body; (N) = Nováček (postoupivší z nižší soutěže); (S) = Sestoupivší z vyšší soutěže

|  | Postup do II. čs. ligy 1956         |
|  | Sestup do příslušné I. A třídy 1956 |

## Skupina F
| Poř. | Tým                             | Z  | V  | R | P  | VG | OG | B  |
| ---- | ------------------------------- | -- | -- | - | -- | -- | -- | -- |
| 1.   | DŠO Lokomotíva Spišská Nová Ves | 20 | 12 | 6 | 2  | 43 | 17 | 30 |
| 2.   | DŠO Lokomotíva Košice           | 20 | 11 | 4 | 5  | 53 | 16 | 26 |
| 3.   | DŠO Tatran Krásno nad Kysucou   | 20 | 12 | 2 | 6  | 42 | 23 | 26 |
| 4.   | DŠO Lokomotíva Vrútky           | 20 | 9  | 4 | 7  | 25 | 32 | 22 |
| 5.   | DŠO Iskra Púchov                | 20 | 9  | 3 | 8  | 30 | 29 | 21 |
| 6.   | DŠO Spartak Bytča               | 20 | 7  | 6 | 7  | 33 | 41 | 20 |
| 7.   | DŠO Slavoj Michalovce           | 20 | 9  | 1 | 10 | 28 | 30 | 19 |
| 8.   | DŠO Dynamo Spoje Košice         | 20 | 8  | 2 | 10 | 27 | 35 | 18 |
| 9.   | DŠO Tatran Humenné              | 20 | 7  | 2 | 11 | 40 | 37 | 16 |
| 10.  | DŠO Tatran Prešov „B“           | 20 | 6  | 2 | 12 | 15 | 43 | 14 |
| 11.  | DŠO Slavoj Sobrance             | 20 | 2  | 4 | 14 | 22 | 55 | 8  |

Poznámky:
- Z = Odehrané zápasy; V = Vítězství; R = Remízy; P = Prohry; VG = Vstřelené góly; OG = Obdržené góly; B = Body; (N) = Nováček (postoupivší z nižší soutěže); (S) = Sestoupivší z vyšší soutěže

|  | Postup do II. čs. ligy 1956         |
|  | Sestup do příslušné I. A třídy 1956 |